# Magdalena Abakanowicz
Marta Magdalena Abakanowicz-Kosmowska (n. 20 iunie 1930, Falenty⁠(d), Pruszków County⁠(d), Mazovia, Polonia – d. 20 aprilie 2017, Varșovia, Polonia) a fost o sculptoriță poloneză, de origine nobilă și rădăcini ruso-tătare, pionieră și reprezentantă de marcă a sculpturii realizate din țesături.

## Biografie
A absolvit în 1955 Academia de Arte Frumoase din Varșovia. Magdalena Abakanowicz și-a numit țesăturile sale tridimensionale abakane, de la numele său de familie. A produs serii de sculpturi numite Capete (Heads, 1975), Spinări (Backs,1976 - 1980)), Embriologie (Embriology, 1980) și Catharsis (1986).
A expus pe plan internațional picturi, desene, dar și sculpturi în alte materiale și a fost imitată pe scară largă în Europa și SUA.

## Galerie imagini

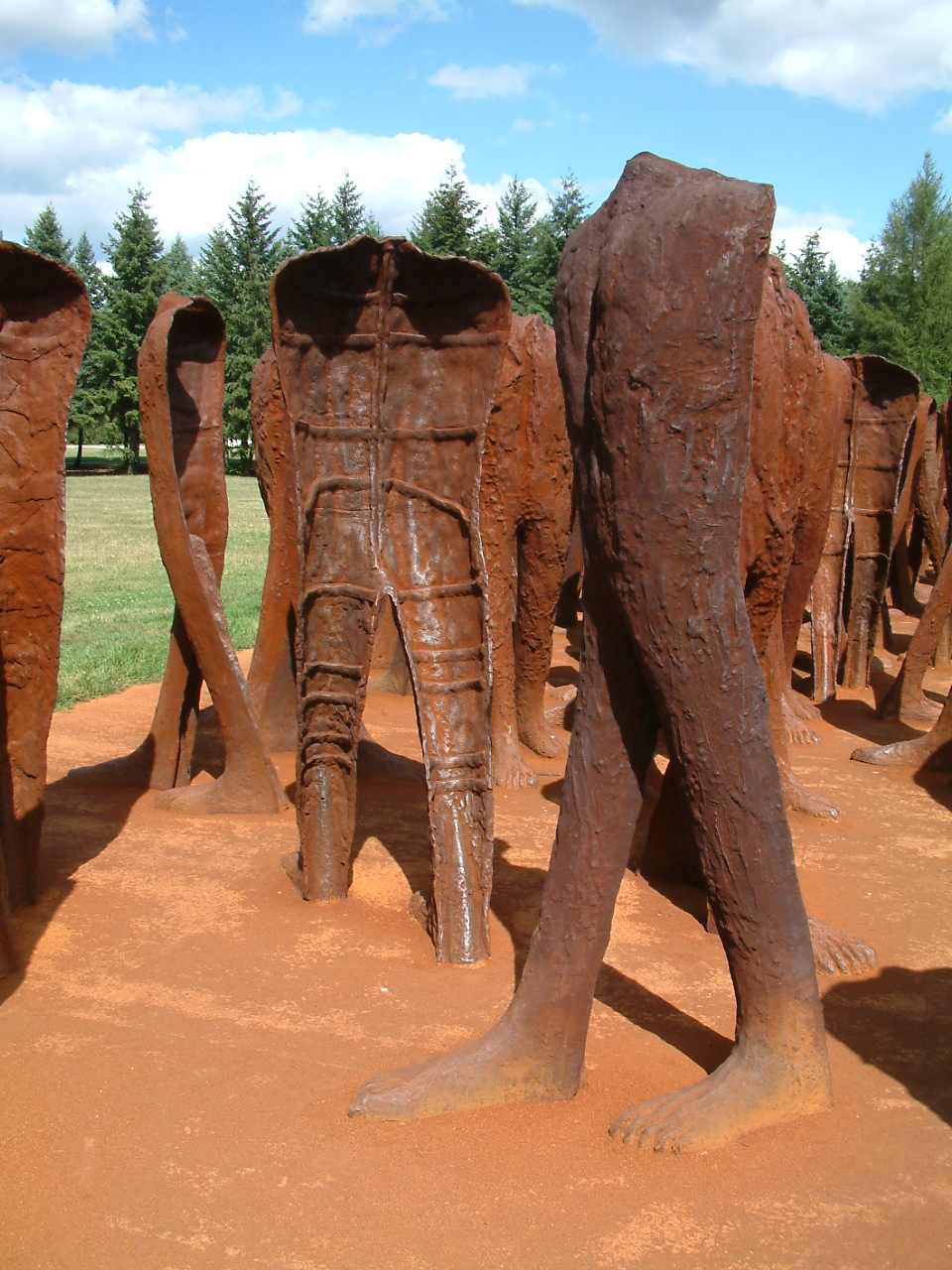
Sculptură în Poznań
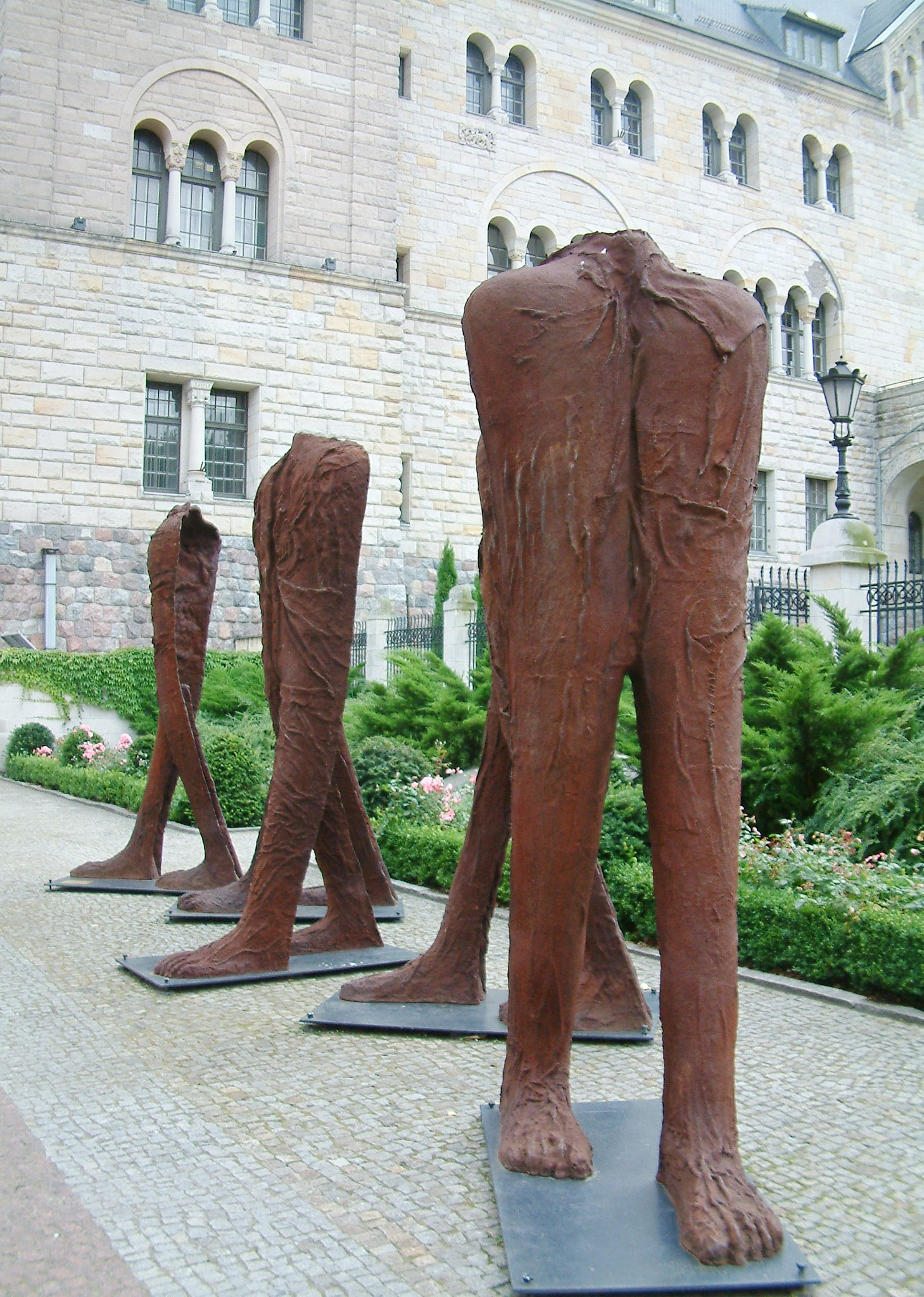
Sculptură în Poznań
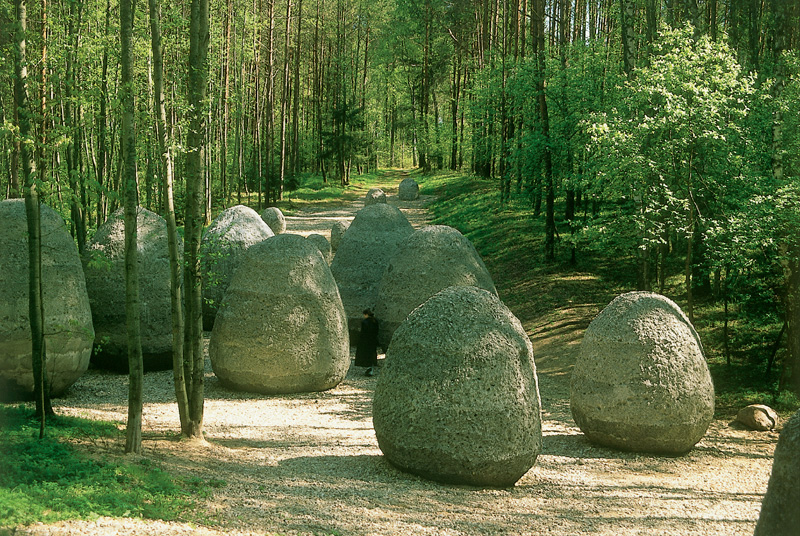
Europos Parkas, Polonia
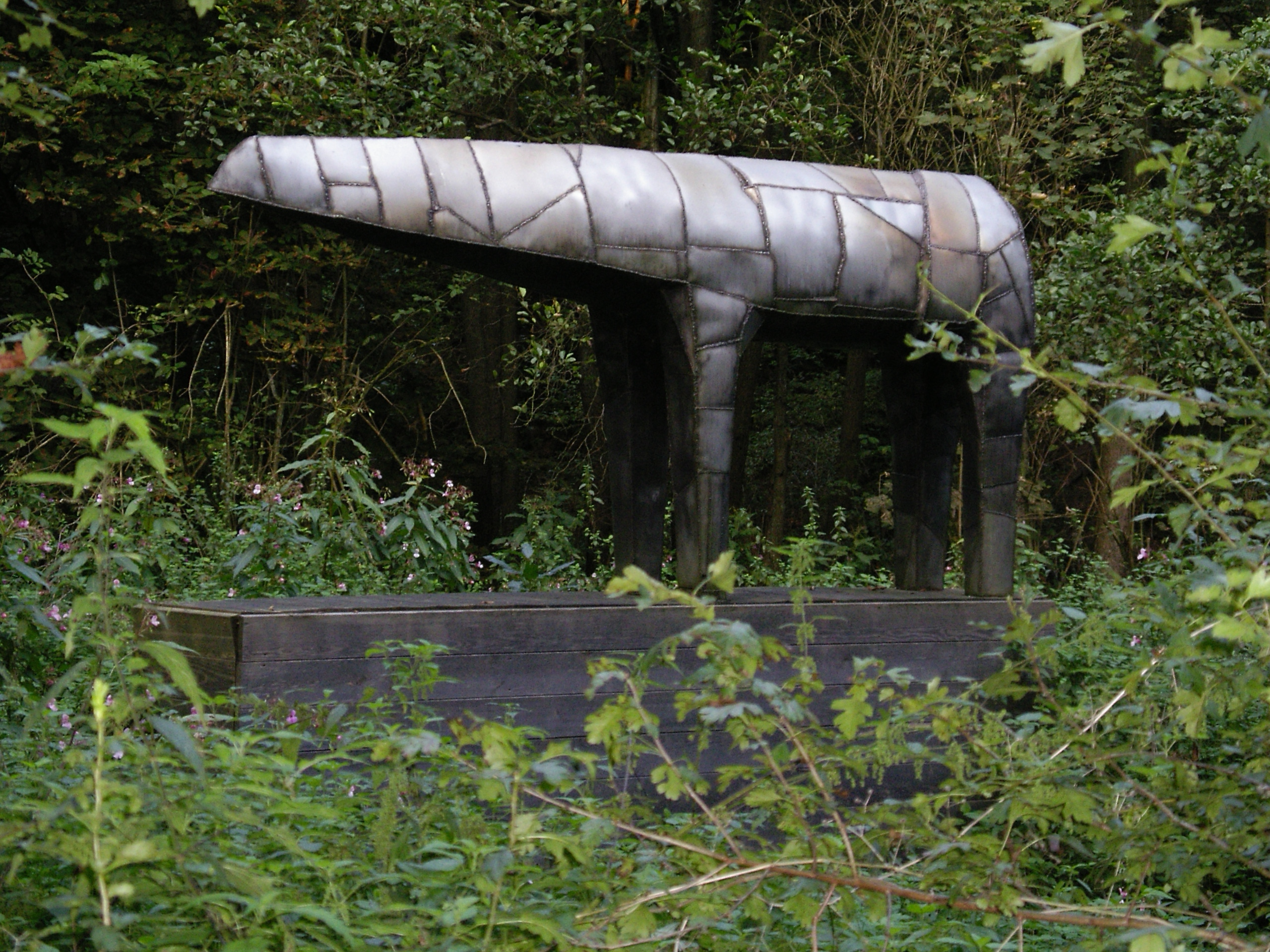
"Mutant", Kunstweg MenschenSpuren